# Argophyllaceae
Die Argophyllaceae sind eine Pflanzenfamilie in der Ordnung der Asternartigen (Asterales). Die 17 bis 21 Arten kommen in Neuseeland, im östlichen Australien, in Neukaledonien, Polynesien und auf der Insel Rapa Iti vor.

## Beschreibung

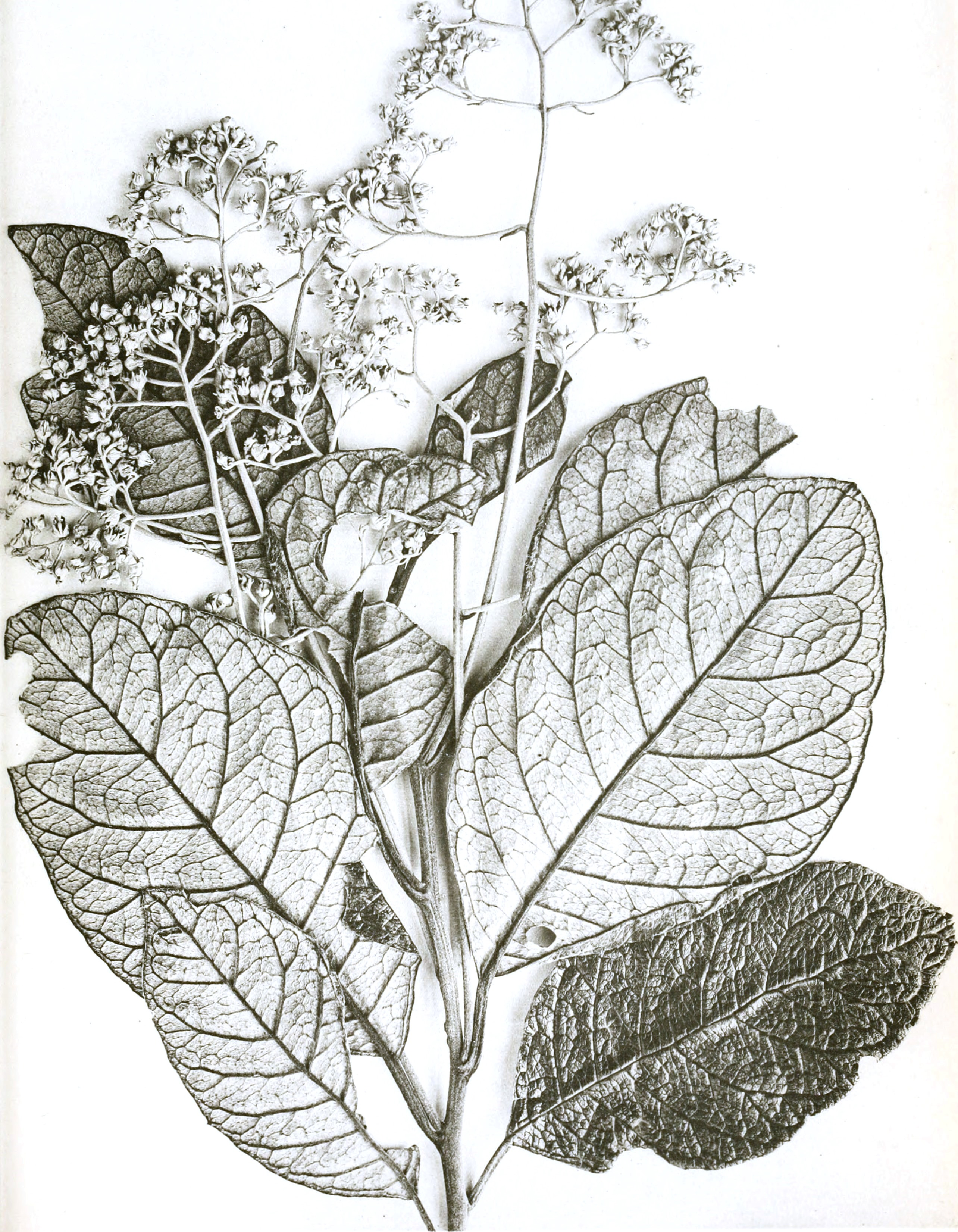
Illustration aus den Annalen des Naturhistorischen Museums in Wien, 1907 von Argophyllum laxum

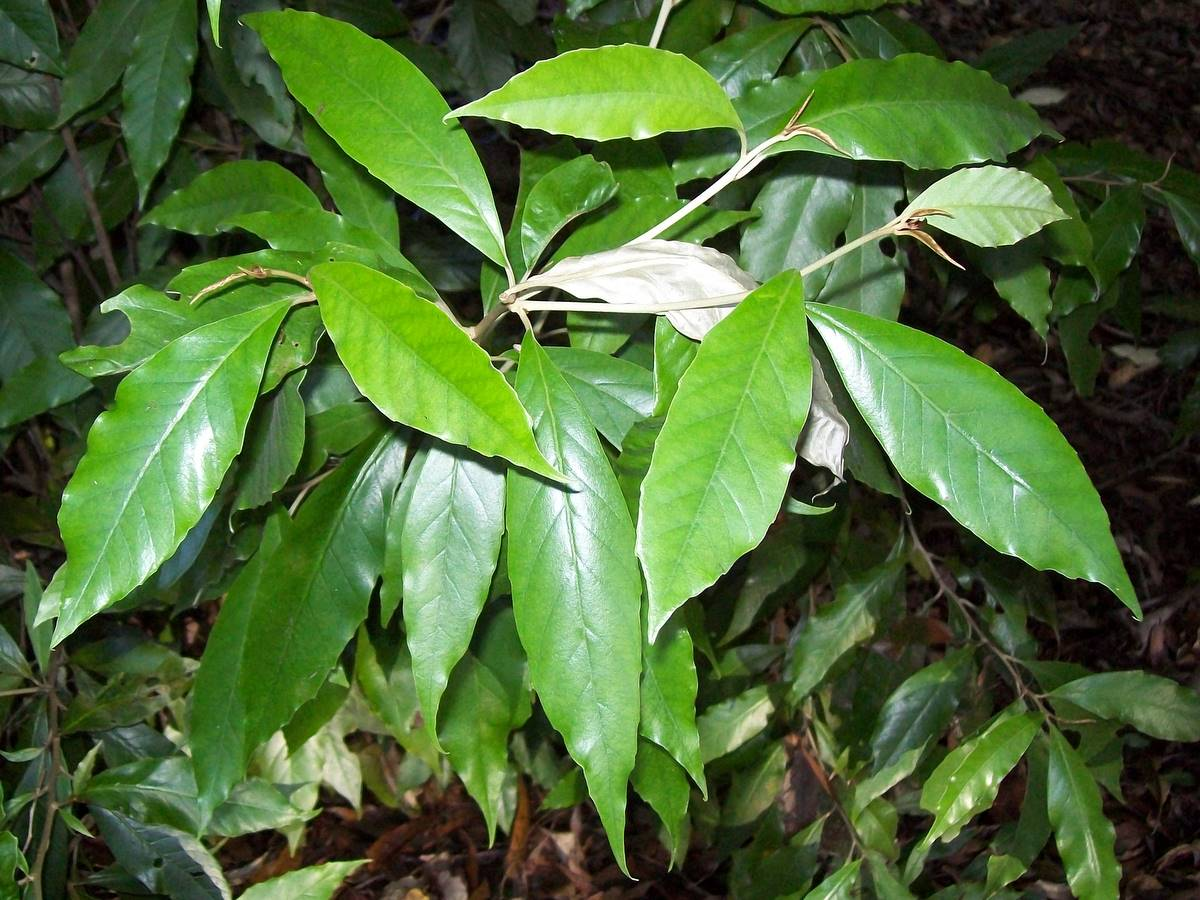
Zweig mit Laubblättern von Argophyllum nullumense

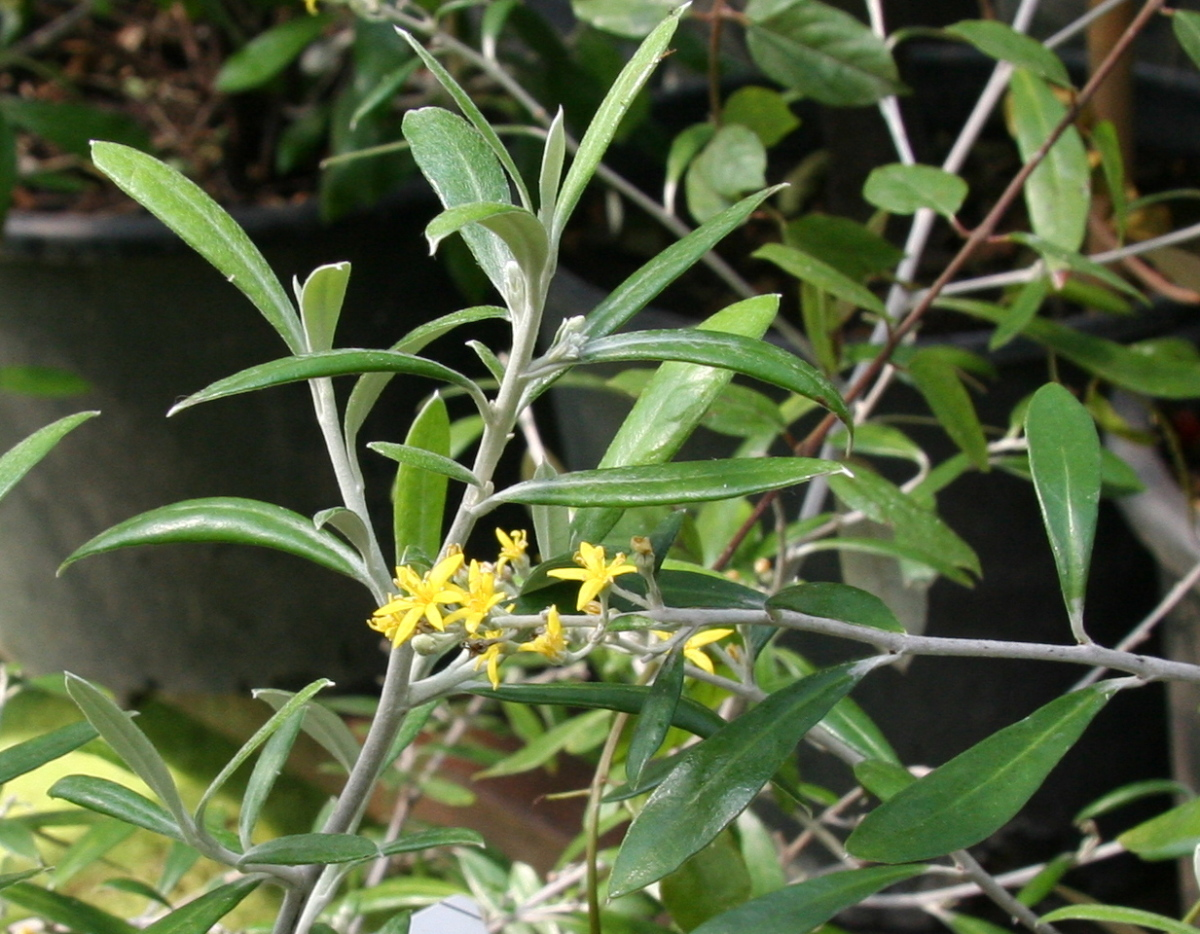
Corokia buddleioides

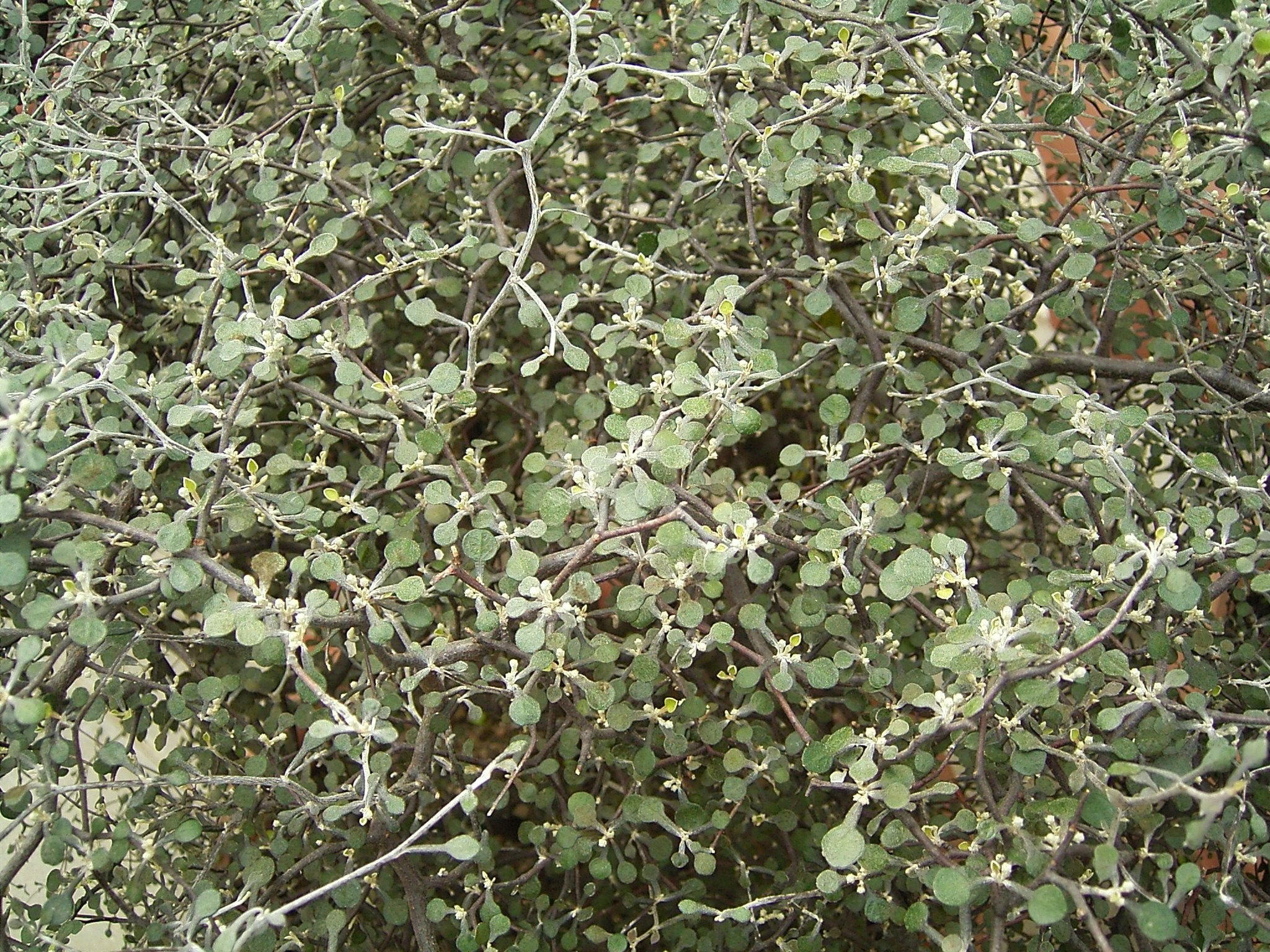
Zickzackstrauch (Corokia cotoneaster)

### Vegetative Merkmale
Es sind Sträucher oder Bäume.
Die wechselständig angeordneten Laubblätter sind in Blattstiel und Blattspreite gegliedert. Die einfachen Blattspreite haben einen glatten oder wenig gezähnten Blattrand. Nebenblätter fehlen.

### Generative Merkmale
Meist werden traubige Blütenstände gebildet; manchmal sind diese reduziert und die Blüten stehen in kleinen Bündeln zusammen.
Die zwittrigen Blüten sind radiärsymmetrisch und vier- bis sechszählig. Die Kelchblätter sind nur in der unteren Hälfte verwachsen oder sind selten ganz frei. Die Kronblätter sind frei oder selten verwachsen, mit einem häutigen Schüppchen an der Basis. Die freien Staubblätter sind etwas kürzer als die Kronblätter. Der Fruchtknoten ist unterständig oder halbunterständig.
Die beiden Gattungen besitzen unterschiedliche Früchte, siehe Gattungen.

## Systematik
Das Basionym Argophylleae Engl. für diese Familie wurde durch Adolf Engler aufgestellt. Die Familie Argophyllaceae (Engl.) Takht. wurde 1987 durch Armen Leonovich Takhtajan in Sistema Magnoliofitov, 208 aufgestellt. Typusgattung ist Argophyllum J.R.Forst. & G.Forst.
Die Familien Argophyllaceae, Phellinaceae und Alseuosmiaceae bilden eine verwandtschaftliche Gruppe innerhalb der Ordnung Asterales. Diese Gattungen gehörten zur Familie der Saxifragaceae oder zur früheren Familie Escalloniaceae R.Br. ex Dumort.
Die Familie der Argophyllaceae enthält nur zwei Gattungen mit 17 bis 21 Arten:
- Argophyllum J.R.Forst. & G.Forst.: Sie bilden Kapselfrüchte mit vielen Samen. Die 11[1] bis 15 Arten kommen in Australien und Neukaledonien vor.[1]
- Corokia A.Cunn.: Sie bilden Steinfrüchte mit einem Samen. Die vier bis sechs Arten[1] kommen in Australien, Neuseeland, Polynesien und auf der Insel Rapa Iti vor.

## Nutzung
Der Zickzackstrauch (Corokia cotoneaster Raoul) stammt aus Neuseeland und ist ein immergrüner Strauch mit zickzackförmigen Zweigen, an denen in Blattachseln der kleinen Blätter Büschel aus kleinen, duftenden, gelben Blüten und länglich-elliptische, rote oder gelbe Früchte gebildet werden. Er wird nicht häufig als Zierpflanze verwendet. Besonders in wärmeren Küstengebieten verträgt er offene Standorte oder Halbschatten und wird deshalb dort als Hecke gepflanzt.